# Ancylodonta
Ancylodonta is een kevergeslacht uit de familie van de boktorren (Cerambycidae). De wetenschappelijke naam van het geslacht werd voor het eerst geldig gepubliceerd in 1851 door Blanchard in Gay.

## Soorten
Ancylodonta omvat de volgende soorten:
- Ancylodonta almeidai (Mendes, 1946)
- Ancylodonta apipema Martins & Galileo, 2006
- Ancylodonta glabripennis Zajciw, 1970
- Ancylodonta nitidipennis Germain, 1898
- Ancylodonta phlyctaenioides (Lacordaire, 1869)
- Ancylodonta tristis Blanchard, 1851